# Alstom Metropolis

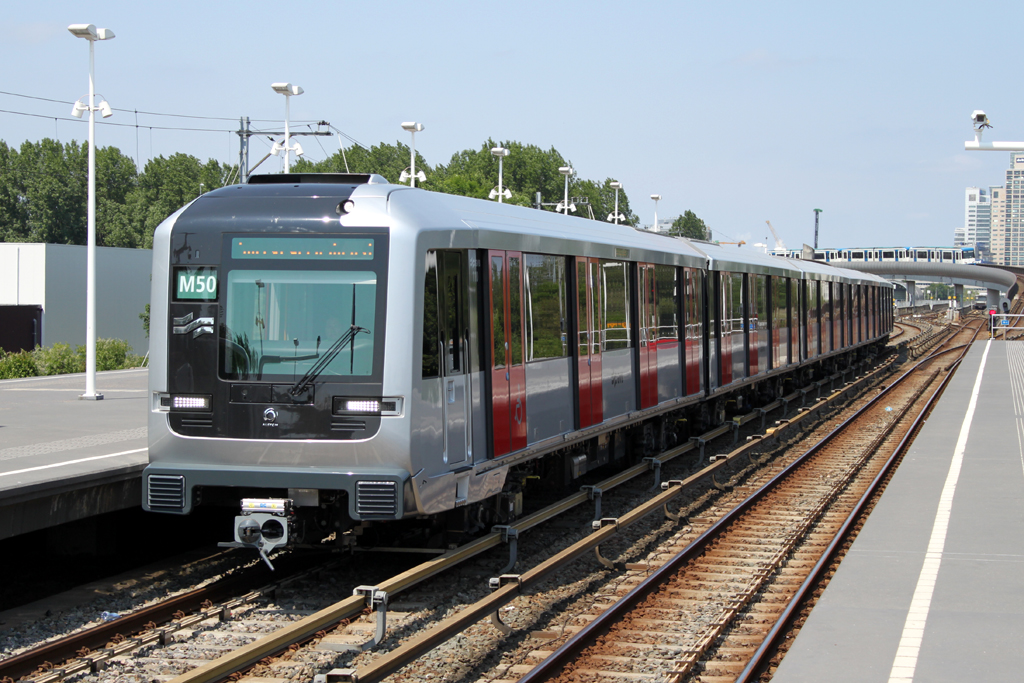
Alstom Metropolis treinstel in Amsterdam

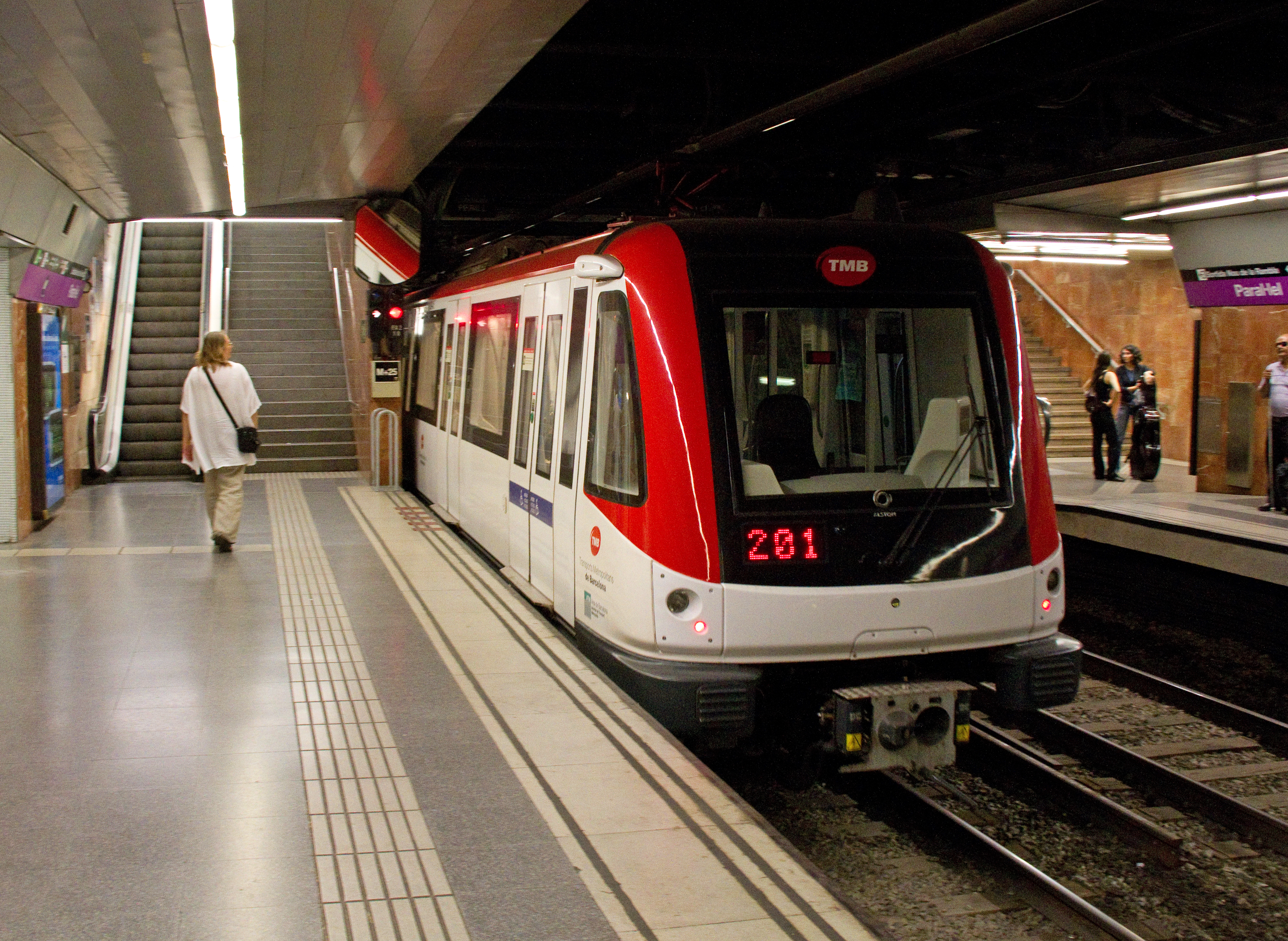
Alstom Metropolis treinstel in Barcelona

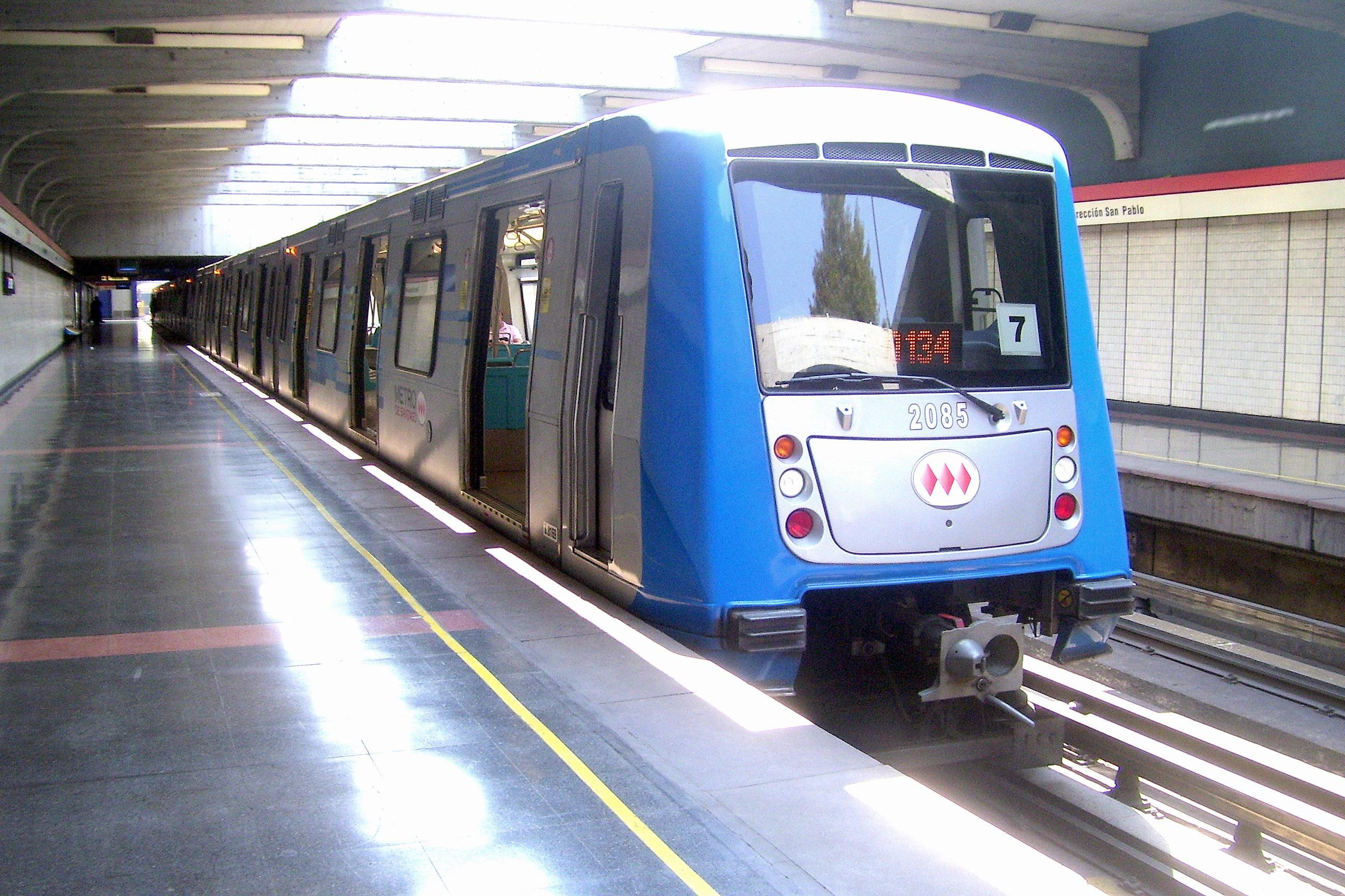
Alstom Metropolis treinstel in Santiago

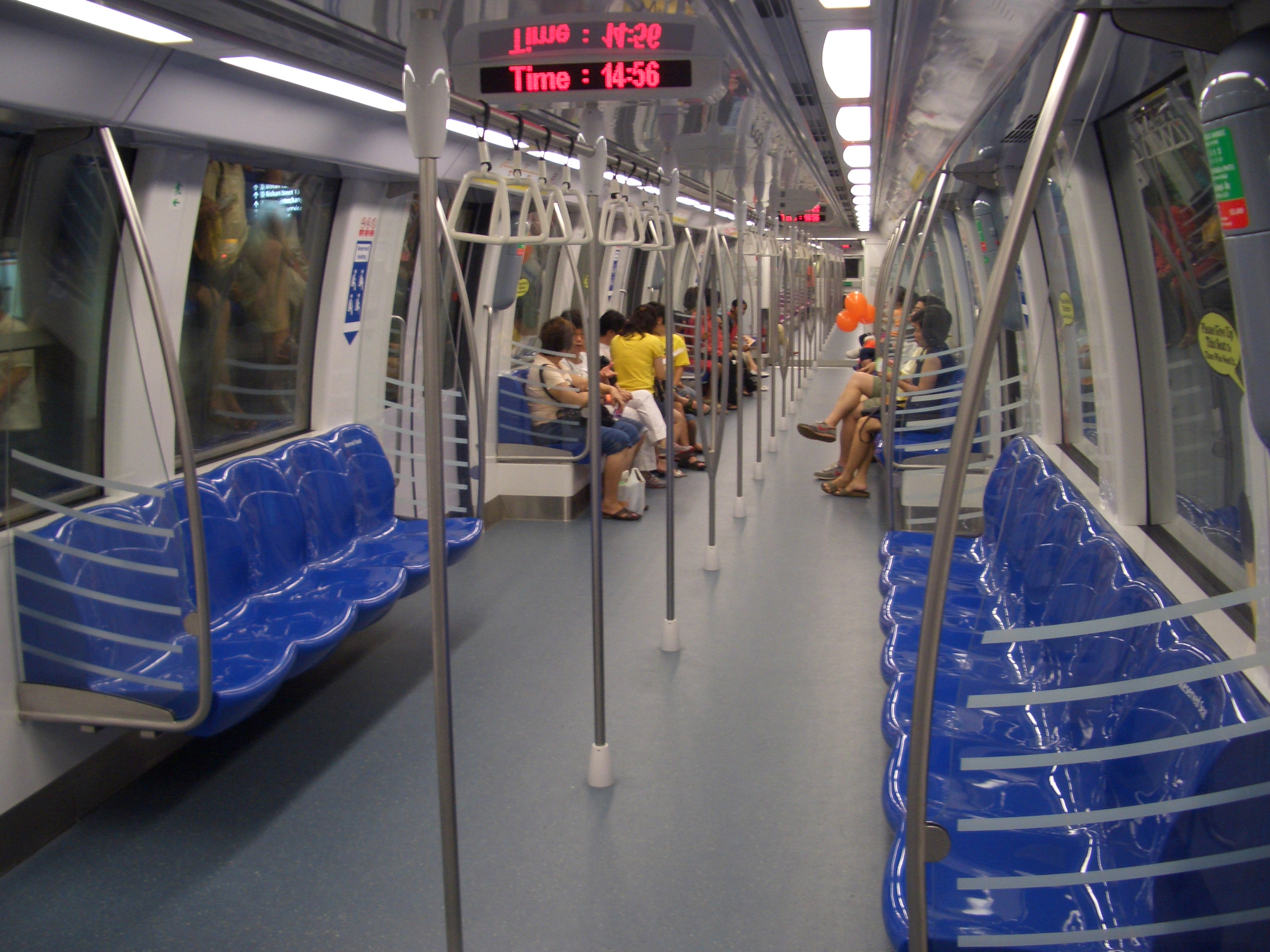
Interieur van een Alstom Metropolis treinstel van Singapore

Onder de benaming Alstom Metropolis verkoopt rollendmaterieelfabrikant Alstom zijn metrovoertuigen. Metropolis treinstellen bestaande uit in totaal ruim 3000 wagons zijn in gebruik bij de metrobedrijven van 22 steden wereldwijd, waaronder die van Amsterdam, Barcelona, Boedapest, Buenos Aires, Istanbul, Lima, Nanking, Santiago, Santo Domingo, São Paulo, Shanghai, Singapore en Warschau. Metropolis treinstellen kunnen bestaan uit twee tot tien rijtuigen en kunnen zowel bemand als onbemand dienstdoen.
De serie M5 van de Amsterdamse metro, die vanaf mei 2012 werd geleverd en waarvan de eerste in juni 2013 in dienst kwam, bestaat uit in totaal 28 treinstellen van zes wagens.